# 高潮 (音乐)
在音乐中，高潮（英語：climax）的表现是音乐发展到最具紧张度，最富有表现力和扣人心弦的时刻。一般应从质量上理解高潮，而不是单纯从数量上判断高潮，因此不一定力度最强，音區最高就是高潮。

## 高潮和高潮前常伴有的音乐现象
高潮前节奏逐渐细分、和弦变化速率逐步加快、织体愈发复杂化、音区逐渐变宽、力度渐强。有时和声上，高潮前会有明显的属准备。
旋律的音区最高点或最低点常常出现在高潮的附近。高潮时和弦变化速率经常会发生明显变化。
以上这些音乐现象只是在高潮时比较常见的，但并不是每次高潮都会遇到所有的这些现象，具体情况需要具体分析。
主流观点认为，在曲式结构上，对于单高潮作品而言，高潮常常出现在乐曲的中后部分，如乐曲的三分之二处前后、四分之三处前后或0.618（黄金分割比）处前后。但也有女性主义学者(如苏珊·麦克拉里)指出有时也可以出现高潮点倒置的乐曲，即高潮出现在全曲的中前部分，如乐曲的三分之一处或0.382处（反黄金分割比）前后。